# Villa Aalto
La maison d'Alvar Aalto (en finnois : Alvar Aallon kotitalo) ou Villa Aalto est un bâtiment construit dans le quartier de Munkkiniemi à Helsinki en Finlande,.

## Présentation
L'édifice était la maison d'habitation d'Alvar Aalto et d'Aino Aalto, 
La maison fait partie du musée Alvar Aalto, qui a des sites à Jyväskylä et Helsinki. 
L'autre site du musée à Helsinki est l'Atelier d'Alvar Aalto, qui a servi de cabinet d'architectes à Alvar Aalto et est situé à environ 450 mètres de la maison à l'adresse Tiilimäki 20.